# Mourèze

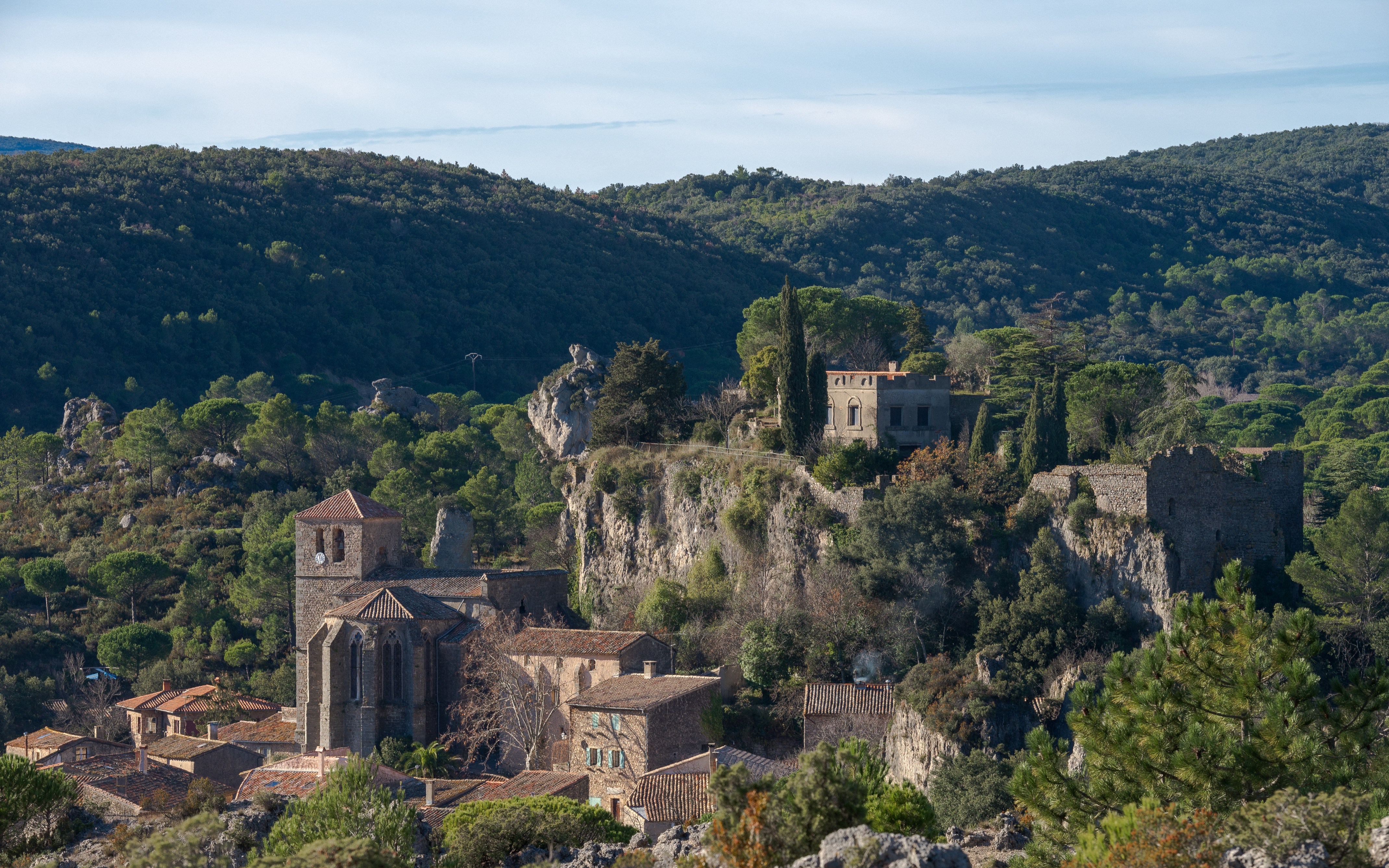

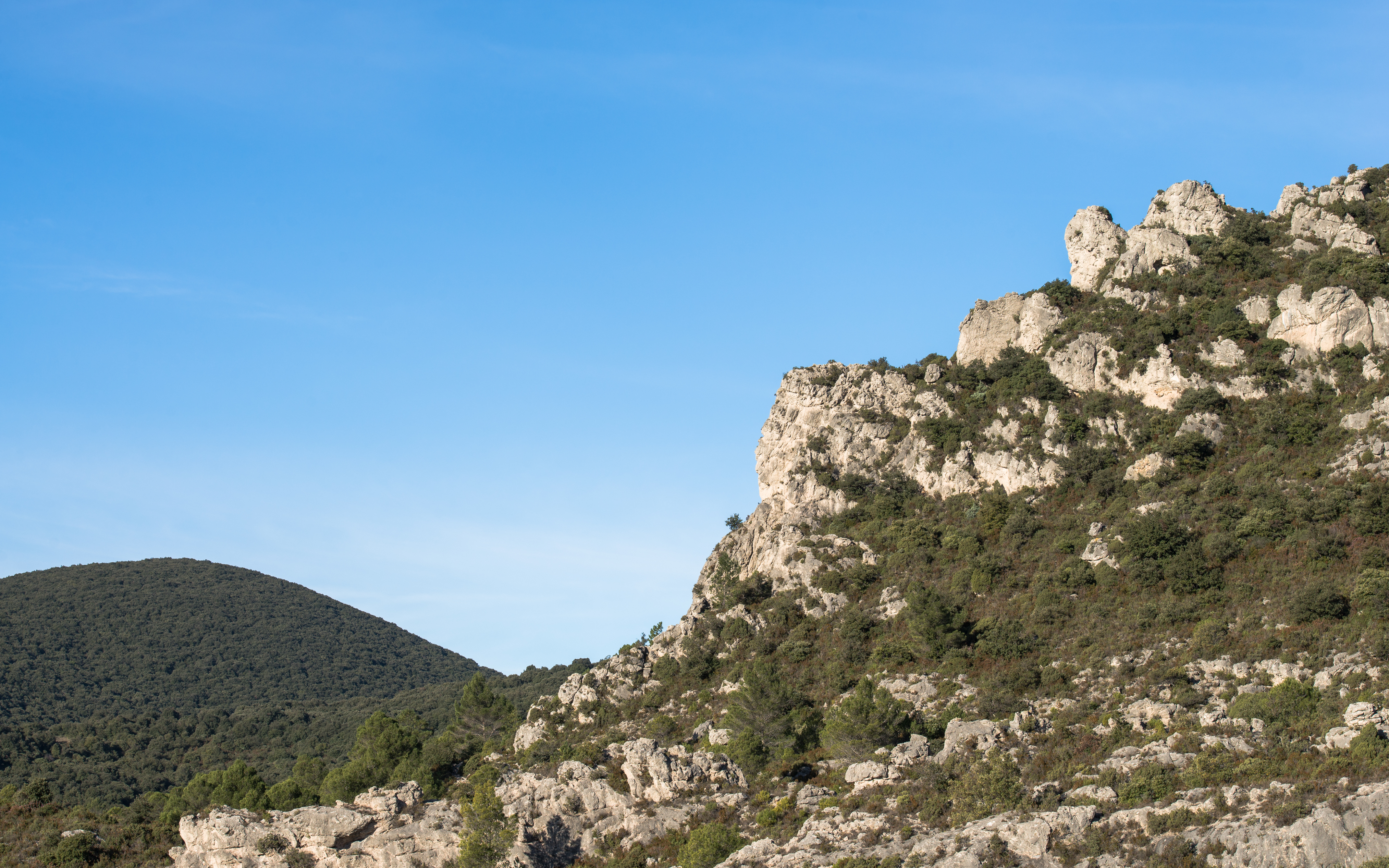

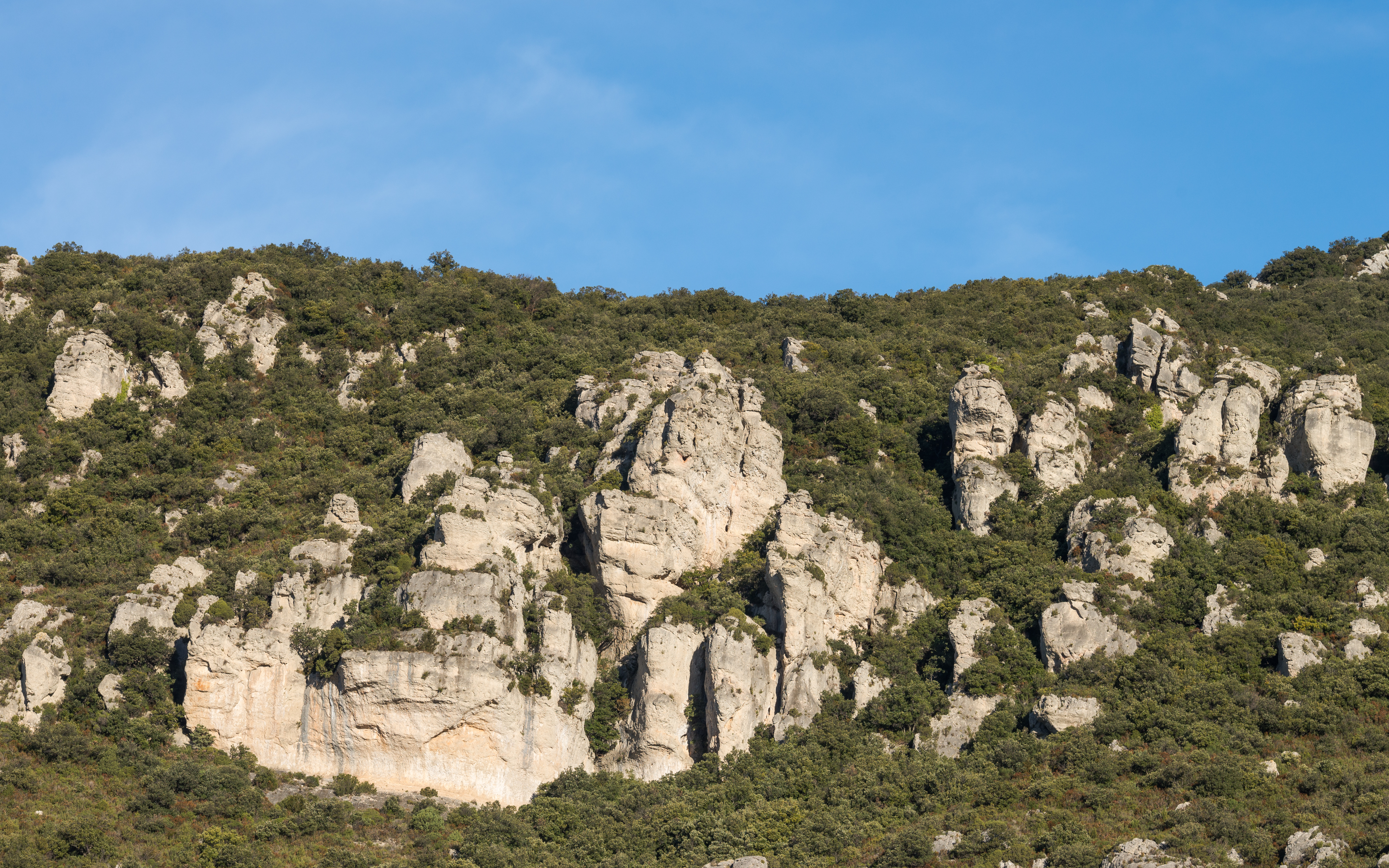

Mourèze – miejscowość i gmina we Francji, w regionie Oksytania, w departamencie Hérault.
Według danych na rok 1990 gminę zamieszkiwało 100 osób, a gęstość zaludnienia wynosiła 7 osób/km² (wśród 1545 gmin Langwedocji-Roussillon Mourèze plasuje się na 802. miejscu pod względem liczby ludności, natomiast pod względem powierzchni na miejscu 559.).

## Bibliografia

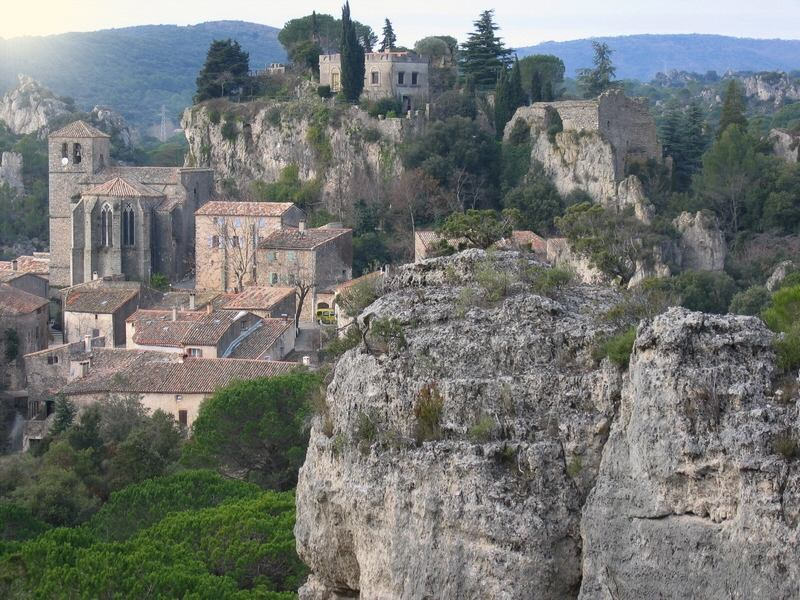
Mourèze